# Paris 13 TT
Le Paris 13e Tennis de table est un club français  de tennis de table situé dans le treizième arrondissement de Paris. Son équipe féminine évolue en Pro B (équivalent de la 2e Division) pour la saison 2013-2014.

## Historique du club

### Naissance
L'association a été créée en 1972 sous l'égide du Centre Daviel (Centre d'Animation Culturel et Sportif du 13e arrondissement de la Ville de Paris) par Louis Czanik, qui entraînera à l'époque les adultes et les jeunes. Sous le nom de TT13, le club évoluera pendant 20 ans en tant que section du Centre omnisport. Le club dispose d'abord de 2 tables dans un local du Centre puis occupe le Gymnase Blanqui (7 tables). Végétant dans les championnats départementaux, le club connaît un nouvel élan en 1986 en fusionnant avec les Cheminots Sportifs de Paris Sud-Est (CSPSE), qui fut champion de France de première division masculine dans les années 1950 : il devient le CSMTT puis le Masséna Paris 13e avant de prendre son nom actuel de Paris 13e Tennis de table à partir de 1991.

### 1995-2013: L'aventure en Nationale
Quatre ans plus tard, l'équipe 1 masculine du club, grâce au renfort d'un joueur suédois, accède en Nationale 3 le temps d'une demi-saison, avant d'être reléguée en Prénationale. Remontant aussitôt en N3, les hommes décrochent dans la foulée la montée en Nationale 2 un an plus tard. Ils y resteront jusqu'en 2000, pour dégringoler jusqu'en Régionale 1. Parallèlement, l'équipe première féminine accède à la Prénationale en 2001. Les deux équipes fanions décrochent simultanément leur montée en Nationale 2 en 2006 mais malheureusement pour les hommes, l'équipe première descend en une saison de deux divisions jusqu'en Prénationale tandis que l'équipe féminine, après quelques allers et retours, parvient à accéder, pour la première fois de son histoire, à la Nationale 1 en 2008. Au bout de quatre ans de maintien, elle échoue de peu pour la montée en pro B, mais sera récompensée la saison suivante avec la première place de sa poule, même si les filles sont battues par Quimper pour le titre de Championnes de N1F.

### 2013-2023: Les années en Pro B
La première saison du P13TT en Pro B fut assez compliquée et s'achève avec la place de lanterne rouge du championnat à seulement deux points de retard d'un trio d'équipes composé de Etival-Raon, Echirolles et Mulhouse. Cependant en raison du grand nombre de forfait d'avant-saison et avec le retrait de Cugnaux-villeneuve des championnats professionnels, les parisiens sont maintenus administrativement en Pro B. À la suite d'une réorganisation du championnat pour la saison 2015-2016, seul le vainqueur du championnat 2014-2015 monte en Pro A et les quatre derniers de la poule sont relégués en Nationale 1. Ainsi, le Paris 13 TT réalise une bonne saison qui se conclut par la deuxième place au championnat. Cependant, le club ne peut monter pour raisons financières. Les années suivantes se compliquent, si les parisiennes se maintiennent à la 5ème place, le club ne peut empêcher la relégation à l'issue de la saison 2016-2017.
Cinq ans plus tard, la FFTT décide de la réhabilitation de la Pro B Dames afin de soutenir financièrement les clubs face à la pandémie de Covid-19 qui sévit depuis mars 2020 dans le monde et qui a entrainé l'arrêt des compétitions amateurs pendant plus d'un an. Ainsi, le Paris 13 TT obtient son retour en Pro B Dames 2022-2023.

## Bilan par saison (PRO B)
| Saison    | Championnat | Cl | Pts | J  | V | N | D  | F | Pp | Pc | Diff |
| --------- | ----------- | -- | --- | -- | - | - | -- | - | -- | -- | ---- |
| 2016-2017 | Pro B       | 8e | 17  | 14 | 3 | 0 | 10 | 1 | 18 | 37 | -19  |
| 2015-2016 | Pro B       | 5e | 22  | 12 | 4 | 2 | 6  | - | 32 | 35 | -3   |
| 2014-2015 | Pro B       | 2e | 37  | 16 | 9 | 3 | 4  | - | 51 | 37 | +14  |
| 2013-2014 | Pro B       | 8e | 23  | 14 | 3 | 3 | 8  | - | 31 | 46 | -15  |